# Národní park Dalby Söderskog
Národní park Dalby Söderskog (švédsky Dalby Söderskogs nationalpark) je národní park ve Švédsku, rozkládající se na území okresu Lund v regionu Skåne, zhruba 30 km východně od města Lund.
Je to druhý nejjižněji položený národní park v zemi. Vznikl v roce 1918 s cílem ochrany listnatého lesa v rovinách Skåne. Území parku má rozlohu 36 ha. Na vápencovém a křídovém podloží se vyskytují např. tyto druhy: jasan (Fraxinus excelsior), jilm (Ulmus sp.), dub (Quercus sp.) nebo ve Skandinávii dosti řídký buk (Fagus sylvatica). Kromě toho se zde lze setkat i s olší lepkavou (Alnus glutinosa), jírovcem maďalem (Aesculus hippocastanum), jabloní (Malus sylvestris), lípou (Tilia sp.), javorem (Acer sp.) a vrbou (Salix). Nejkrásnější pohled skýtá park na jaře, kdy zde kvetou hajní byliny: sasanka, blatouch, křivatec, dymnivka, orsej jarní.
Národní park Dalby Söderskog je snadno dostupný pro turisty. Na jeho území je vyznačeno několik turistických stezek.
Zhruba polovina rozlohy parku je obehnána valem o výšce 1 m, který vypovídá o existenci pravěkého hradiště na tomto místě.